# Angoumoisins
Les Angoumoisins sont les habitants de l'Angoumois, une ancienne province de France disparue en 1790 qui représente une partie du département de la Charente. Angoumoisins est aussi le nom des habitants de la ville d'Angoulême et de la région naturelle de l'Angoumois, qui a une étendue plus petite que celle de l'ancienne province.

## Ethnonymie
L'ethnonyme est issu de Angoumois, nom mentionné en 1576 sous la forme Engoumois et qui, d'après une hypothèse, s'est formé sur le radical du latin médiéval engolism (ensis pagus), suivi du suffixe -ois.
Angoumoisins est également le nom des habitants d'Angoulême.

## Origines
Les indigènes qui ont occupé le bassin de la Charente, sont désignés par les écrivains de l'Antiquité sous le nom de Santones ; leur ville capitale est appelée Mediolanum Santonum ; mais on ne trouve pas chez ces auteurs le nom des habitants de l'Angoumois. Strabon, Pline et Ptolémée n'en font aucune mention dans les détails géographiques qu'ils donnent sur les Gaules. Pline indique une peuplade, limitrophe du Poitou, qu'il appelle Agésinates ; le professeur Hardouin et quelques auteurs modernes ont cru qu'il désignait les Angoumoisins ; mais d'Anville a prouvé que ce nom ne peut convenir qu'aux habitants d'Aizenay, un des anciens archidiaconés du diocèse de Luçon. Le Ratiatum ou Ratiastum de Ptolémée n'est pas non plus l'Angoumois, mais le pays de Retz. Par ailleurs, M. Desbrandes soutient que les Angoumoisins étaient un des peuples dont César ne donne pas le nom, mais qu'il dit alliés aux Lémovices. 
Lorsqu'ils ont été politiquement séparés par Honorius, vers la fin du quatrième siècle, ils apparaissent alors avec leur nom d'Ecolismenses. Selon M. Michon, cette séparation politique n'a été qu'une délimitation artificielle, imposée par les besoins de l'administration impériale ; le « sang et la race » étaient les mêmes et donc les Écolimiens (Ecolismenses) ne peuvent être qu'un grand rameau de la famille Santone,. Au temps de la première occupation du sol, les indigènes ont dû suivre le cours du fleuve et de ses affluents, dresser peu à peu leurs tentes sur les versants intérieurs du bassin qu'ils avaient occupé, toutefois franchissant rarement les collines les plus élevées pour s'établir au-delà. 
Du reste, ce qui tranche la question, ce sont les analogies de langage et de mœurs. D'après M. Michon, les habitants de l'Angoumois ne pouvaient tenir par aucun lien de parenté aux Lémovices et aux Petrocorii, dont ils ne comprenaient pas la langue et avec lesquels ils n'avaient aucun point de ressemblance par les habitudes sociales. En 1844, en dépassant la limite de l'Angoumois vers le Périgord, on voit tout de suite que l'on n'est pas chez le même peuple ; si on descend au contraire vers la Saintonge, aux portes de Saintes, on se croit encore dans le centre de l'Angoumois, tant les ressemblances sont frappantes entre les habitants des deux pays, pour la langue, la physionomie, les coutumes locales, le genre de vie et les habitudes domestiques.

### Romains
L'occupation romaine n'ayant pas été une invasion momentanée, mais une incorporation de chaque province au vaste empire qui embrassait le monde connu, attira dans la contrée un grand nombre de citoyens de la Ville-Reine. Conduits à Saintes par les emplois de l'administration civile et militaire, attirés par le commerce, ils durent se mêler aux familles de la région. Le nombre considérable de villas qu'on trouve dans le bassin de la Charente, autour de Saintes, et qui s'étendent jusqu'aux pieds d'Angoulême, indiquent clairement des établissements fixes dans cette contrée, que César avait représentée comme très fertile. Cette fusion du « sang romain » et du « sang celtique » a été assez importante pour que les historiens donnent aux hommes de cette époque le nom de « Gallo-Romains ».
Jean-Hippolyte Michon a seulement constaté ce que l'élément national s'est assimilé de l'élément étranger, pendant plus de quatre siècles de contact. Cependant cette idée d'une population Gallo-Romaine serait selon lui une erreur complète si elle était prise dans son sens rigoureux. L'élément primitif a dominé et, tout en acceptant du peuple vainqueur les bienfaits de la civilisation, les autochtones ont gardé leur caractère national et leur type indigène.

### Wisigoths
La domination des Wisigoths dura moins longtemps que celle de Rome. Ces peuples, fixés à Toulouse, devenue leur capitale, ne possédèrent l'Angoumois qu'à titre de concession des empereurs. La masse de cette nation, que quelques écrivains ont calomniée d'après Michon, eut toujours une prédilection marquée pour le sud. Quoique maîtres du pays jusqu'à la Loire, les Wisigoths se mêlèrent peu aux provinces éloignées du centre de leur administration, ou du moins n'y laissèrent que de petites colonies ; leur mélange avec les indigènes a été surtout arrêté par une forte opposition religieuse, car ils étaient Ariens.

### Autres individus
Sans entrer dans les détails, il résulte de plusieurs faits que le sang franc se mêla peu avec celui des peuplades Santones et Écolimiennes. Dans certaines localités, il n'y eut même pas de colonies établies ; quelques grands possesseurs de terres confisquées furent les seuls représentants de la nation conquérante. Ce que Michon a dit ci-avant des Francs, il faut selon lui l'appliquer, à plus forte raison, aux Sarrasins et aux Normands. Bien peu d'entre eux, après leur défaite, se fixèrent dans la région.
Cependant, il existe encore en 1844 quelques villages en Angoumois dont les habitants descendent des Sarrasins. Le nom de « Maurins » leur est resté, il est devenu plus tard un nom de famille ; il en est de même de celui de « Sarrazins » qui se trouve assez fréquemment à cette époque,. Il a été remarqué que ces faibles colonies se sont toujours isolées de la population et qu'elles ont en même temps manifesté une grande opposition à l'orthodoxie religieuse ; Michon cite particulièrement comme ayant été un de ces établissements de Sarrasins, la commune du temple et quelques villages des environs de Sigogne. Quant aux Normands, l'histoire n'a laissé aucun indice de leur mélange avec les habitants de la région dit Michon, il est probable que leur expulsion fut complète.
Quoi qu'il en soit les invasions s'arrêtent au dixième siècle. Les guerres anglaises n'avaient pas pour but une colonisation. D'ailleurs l'Angoumois, placé sur la frontière de l'Aquitaine anglaise, tour à tour pris et repris par les rois de France, demeura trop peu de temps sous la domination étrangère pour que des familles songeassent à s'établir sur le théâtre même de la guerre. Par ailleurs, sous François Ier, au moment de la révolution de Genève, plusieurs familles catholiques se réfugièrent en France. François Ier, dont l'Angoumois était le domaine particulier, leur fit des concessions de terrains dans la châtellenie de Montmoreau. Ces réfugiés habitèrent spécialement Saint-Laurent-de-Belzagot et Saint-Eutrope-de-la-Lande.

## Description morale et physique
Trois écrivains ont fait un descriptif des habitants de l'Angoumois : Corlieu au XVIe siècle, Bernage dans les Mémoires des Intendants au XVIIe siècle et Munier dans son Recueil d'observations au XVIIIe siècle.
Description de Corlieu au XVIe siècle : Ils sont de leur naturel tendant à simplicité, sans fard et ambition, mais assez rudes, mal sociaux et disciplinables, se contentant d'eux mêmes et de leur fortune. Ils ne sont pas si prompts que les Périgourdins, mais plus que les Limousins, Poitevins et Saintongeais. Ceux qui par mélange des autres nations s'affinent l'esprit, se rendent avec peu de peine des plus habiles. Le peuple des villes vit la plupart de ses moyens, celui des champs s'adonne à l'agriculture et ne trafiquent guère les uns ni les autres avec leurs voisins, pas plus que les vieux Gaulois. Les gentilhommes suivent les armes et le plaisir de la chasse.
M. de Bernage, intendant de la généralité de Limoges qui comprenait l'Angoumois, s'exprime ainsi dans un mémoire au XVIIe siècle : le commerce des habitants d'Angoumois tire davantage sa source de la bonté et de la fertilité naturelles du pays que de leur industrie. Aussi, généralement parlant, sont-ils paresseux, adonnés à leurs plaisirs et ne travaillant que quand la nécessité les y force. Ils ont assez d'esprit, plus de politesse qu'on n'a coutume d'en avoir dans les provinces, sociables et capables d'affaires, s'ils voulaient y vaquer ; mais leur vice dominant l'emporte, et l'oisiveté les empêche de mettre leurs talents à profit. Du reste, présomptueux, voulant dominer, et ennemis de la subordination ; décidant souverainement des défauts d'autrui et se corrigeant peu ; légers et peu solides en amitié ; arrêtés dans leurs opinions et abondant dans leur sens ; assez sincères, mais indiscrets, en disant ce qu'ils pensent souvent mal à propos ; fort sujets à la médisance et très portés à la vengeance ; souffrant impatiemment le joug des impositions, ne s'y soumettant que par la force et après avoir murmuré ; fidèles néanmoins à leur prince, comme il a paru quand ils se mirent sous l'obéissance du roi Charles V.
Jean-Hippolyte Michon fait la description suivante au XIXe siècle : considéré sous le rapport physique, la « race ecolimienne » est belle, les hommes sont grands et robustes, il est faux que la culture de la vigne qui demande que l'homme se courbe sur le sillon, rapetisse, comme cela a été avancé. Envisagée sous le rapport moral, cette population n'a pas la pétulance des populations méridionales, mais elle conserve beaucoup de la légèreté qu'on reproche aux Aquitains. Son caractère le plus saillant est peut-être le développement de l'intelligence ; la population est spirituelle. On est quelquefois surpris de trouver dans beaucoup d'hommes du peuple, un sens droit, un parler facile et expressif. Les formes sociales sont polies, les manières douces et enjouées, les mœurs éminemment hospitalières. Les habitudes sont paisibles, jamais de rixes dans les grandes réunions populaires. L'ivrognerie, si commune dans les contrées des provinces voisines qui ne sont pas vinicoles, y est peu connue et c'est peut-être à cet usage modéré du vin qu'il faut attribuer cette tenue réservée des habitants, qui, sous un vêtement commun, paraissent des hommes de bonne éducation.

## Langage
Le département de la Charente est situé sur la limite qui sépare le pays de la langue d'oïl de celui de la langue d'oc. En 1835, on y parle généralement français, à l'exception de quelques localités où le patois participe des deux anciens idiomes.

## Costumes
En 1835 le paysan de la Charente s'habille de serge ou de droguet, ordinairement de couleur grise, étoffe grossière fabriquée dans le département. Un gilet ou deux, suivant la saison, une veste sans parements et des culottes sans boucles ni bretelles, composent son habillement. À cette époque, une même pièce d'étoffe qu'on achète à Pâques ou à la Saint-Jean, sert à vêtir toute une famille, hommes et femmes, à faire les gilets, les culottes, les brassières, les jupes, qui sont confectionnés d'après des modèles invariables et d'une antiquité immémoriale. La chaussure des hommes de la campagne est une paire de sabots qui pèse cinq ou six livres lorsqu'elle est ferrée convenablement. Les hommes ont les cheveux généralement courts et coupés en rond, excepté dans les communes qui avoisinent la Dordogne et la Haute-Vienne, où ils les portent longs et flottants, et partout ils les recouvrent d'un énorme chapeau rond, qui a près de deux pieds de diamètre. Les femmes des campagnes paient aussi leur tribut à la mode au XIXe siècle, elles aiment les riches coiffures et les mouchoirs de cou bigarrés de couleurs vives ; ailleurs, leur costume n'a rien de particulier.

## Migrations
À des temps dont la date n'est pas connue, une petite colonie d'Angoumoisins, suivant toujours cette direction vers l'Orient, qui semble les avoir attirés jusque dans les temps modernes, alla s'établir aux pieds des Alpes. Il a été conjecturé que cette émigration dont l'établissement principal fut Oisans, à l'extrémité du département de l'Isère, pouvait avoir eu pour cause le siège de cinq ans que Châteauneuf eut à soutenir sous Charles VI. Les émigrants ont donné à plusieurs localités des environs d'Oisans les noms de leurs villages angoumoisins.
Une seconde émigration eut lieu en Gascogne, la colonie se fixa dans les environs de La Réole et de Montségur ; une des localités dont les habitants ont le mieux conservé leurs rapports de physionomie avec la mère patrie, est la Motte-Landeron. Ils venaient des environs de Blanzac ; leur langage a, en 1844, une grande similitude avec celui qui se parle entre Blanzac et Montmoreau,. Il y eut aussi une émigration d'Angoumoisins en Hollande après la révocation de l'édit de Nantes en 1685, ainsi qu'aux Antilles et au Canada.